# Адамовка (Адамовський район)
Адамовка (рос. Адамовка) — селище, центр Адамовського району Оренбурзької області, Росія.

## Населення
Населення — 7733 особи (2010; 8038 у 2002).
Національний склад (станом на 2002 рік):
- росіяни — 58 %